# Liste der Baudenkmäler in Oberelsbach
Auf dieser Seite sind die Baudenkmäler in dem unterfränkischen Markt Oberelsbach zusammengestellt. Diese Tabelle ist eine Teilliste der Liste der Baudenkmäler in Bayern. Grundlage ist die Bayerische Denkmalliste, die auf Basis des Bayerischen Denkmalschutzgesetzes vom 1. Oktober 1973 erstmals erstellt wurde und seither durch das Bayerische Landesamt für Denkmalpflege geführt wird. Die folgenden Angaben ersetzen nicht die rechtsverbindliche Auskunft der Denkmalschutzbehörde.

## Baudenkmäler nach Gemeindeteilen

### Oberelsbach
| Lage                                                                                     | Objekt                             | Beschreibung | Akten-Nr.     | Bild           |
| ---------------------------------------------------------------------------------------- | ---------------------------------- | --- | ------------- | -------------- |
| Elsweg 8 (Standort)                                                                      | Ehemalige Synagoge                 | Satteldachbau, Ziegel mit Sandsteingliederungen, Rundbogenfenstern und Thoranische, Gesetzestafeln als Giebelbekrönung, 1899                                                                                          | D-6-73-149-79 | weitere Bilder |
| Löffelstraße 11 (Standort)                                                               | Wohnstallhaus                      | Traufständig, massives Erdgeschoss, Obergeschoss mit Zierfachwerk und geschnitzten Eckständern, 18. Jahrhundert | D-6-73-149-3  | weitere Bilder |
| Marktstraße 30 (Standort)                                                                | Wohnhaus                           | Massives Erdgeschoss, Obergeschoss mit Zierfachwerk, geschnitzter Eckständer, 18./19. Jahrhundert | D-6-73-149-1  | weitere Bilder |
| Ober der Schlagmühle, an der Straße nach Unterelsbach (Standort)                         | Steinkreuz                         | Zweite Hälfte 19. Jahrhundert | D-6-73-149-11 | weitere Bilder |
| Oberwaldbehrunger Straße 22; an der Straße nach Oberwaldbehrungen (Standort)             | Holzkreuz                          | Ungefasster spätbarock wirkender Korpus wohl zweite Hälfte 18. oder 19. Jahrhundert | D-6-73-149-12 | BW             |
| Rathgeberstraße 2 (Standort)                                                             | Katholische Pfarrkirche St. Kilian | Saalbau mit eingezogenem Chor und risalitartig vortretendem Fassadenturm mit Laternenhaube, 1765–1784, von Johann Michael und Georg Schmidt; mit Ausstattung                                                          | D-6-73-149-4  | weitere Bilder |
| Rathgeberstraße 2; Marktstraße 2; Rathgeberstraße 4; Rathgeberstraße (Standort)          | Kirchhofmauer                      | Mit Toranlage, zweite Hälfte 16./erstes Viertel 17. Jahrhundert | D-6-73-149-4  | weitere Bilder |
| Rathgeberstraße 2 (Standort)                                                             | Golgathakreuz                      | 1887, im Friedhof | D-6-73-149-4  | weitere Bilder |
| Rathgeberstraße 2, am Treppenaufgang bei der Kirche (Standort)                           | Heiligenfigur                      | Neugotisch | D-6-73-149-4  | BW             |
| Rathgeberstraße 2 (Standort)                                                             | Kreuzschlepper                     | In die Kirchhofmauer vor dem Kirchhofportal eingearbeitetes Relief, 18. Jahrhundert, am Kirchenaufgang | D-6-73-149-4  | weitere Bilder |
| Rathgeberstraße 4 (Standort)                                                             | Kriegerdenkmal                     | Vor dem ehemaligen Pfarrhaus | D-6-73-149-4  | BW             |
| Rathgeberstraße (Standort)                                                               | Holzkreuz                          | Am Kirchberg | D-6-73-149-4  | BW             |
| Marktstraße 2 (Standort)                                                                 | Kirchgaden                         | | D-6-73-149-4  | BW             |
| Rathgeberstraße 4 (Standort)                                                             | Valentin-Rathgeber-Haus            | Ehemaliges Pfarrhaus und Schule, jetzt Deutsches Tabakpfeifenmuseum, zweigeschossiger verputzter Steinbau, ab der hangseitigen Giebelfront über hohem Keller, bezeichnet „1611“, Portal mit Wappen und Inschrifttafel | D-6-73-149-5  | weitere Bilder |
| Rathgeberstraße 5 (Standort)                                                             | Pfarrhof                           | Giebelständiger zweigeschossiger Bau, Erdgeschoss massiv, freigelegtes Fachwerkobergeschoss, 18. Jahrhundert | D-6-73-149-6  | weitere Bilder |
| Rathgeberstraße 5 (Standort)                                                             | Pfarrhof, Hofmauer                 | mit barockem geohrtem Türgewände, 18. Jahrhundert | D-6-73-149-6  | weitere Bilder |
| Schöpfenwiese, an der Straße nach Oberwaldbehrungen (Standort)                           | Steinkreuz                         | Zweite Hälfte 19. Jahrhundert | D-6-73-149-13 | BW             |
| Stockgasse 49 (Standort)                                                                 | Satteldachhaus                     | Zweigeschossiges Satteldachhaus mit Zierfachwerk im Obergeschoss, 17. Jahrhundert | D-6-73-149-8  | weitere Bilder |
| Unterm Birket (Standort)                                                                 | Steinkreuz                         | Von 1902 | D-6-73-149-7  | weitere Bilder |
| Nähe Urspringer Straße, vor den Kelleranlagen am Kirchberg (Standort)                    | Steinkruzifix                      | Mit trauernder Maria, bez. 1858 | D-6-73-149-83 | weitere Bilder |
| Vorstadt 17; an der ehemaligen Straße nach Sondernau (Standort)                          | Marienkapelle                      | Kleiner Massivbau mit Satteldach, um 1750; mit Ausstattung | D-6-73-149-14 | BW             |
| Vorstadt 17; neben der Marienkapelle, an der ehemaligen Straße nach Sondernau (Standort) | Bildstock                          | Kreuzigungsgruppe unter Heiliggeisttaube, seitlich Petrus und Paulus, Rückseite mit Stifterinschrift von 1605, am Schaft Stifterwappen, am Sockel Arma Christi                                                        | D-6-73-149-15 | BW             |
| Wagnerstraße (Standort)                                                                  | Laufbrunnen                        | Mit eisernem Brunnenstock und Steintrog, zweite Hälfte 19. Jahrhundert | D-6-73-149-10 | weitere Bilder |

### Ginolfs
| Lage                                                       | Objekt                               | Beschreibung | Akten-Nr.     | Bild           |
| ---------------------------------------------------------- | ------------------------------------ | --- | ------------- | -------------- |
| Dorfstraße 11 (Standort)                                   | Bauernhaus                           | Giebelständiger zweigeschossiger Fachwerkbau mit Zierfachwerk (Feuerböcke, Rautengitter), 17. Jahrhundert                                                                    | D-6-73-149-18 | weitere Bilder |
| Dorfstraße 13 (Standort)                                   | Bauernhaus                           | Giebelständiger zweigeschossiger Fachwerkbau mit Zierfachwerk (Feuerböcke Rautengitter, Mann-Figuren), 17. Jahrhundert                                                       | D-6-73-149-19 | weitere Bilder |
| Dorfstraße 19 (Standort)                                   | Bauernwohnhaus                       | Zweigeschossiger Giebelbau mit massivem Erdgeschoss und Fachwerkobergeschoss, Zierfachwerk (geschnitzte Eckständer, Halbrosetten, Feuerböcke, Rautengitter), 17. Jahrhundert | D-6-73-149-20 | weitere Bilder |
| Dorfstraße 23 (Standort)                                   | Bauernhaus                           | Zweigeschossiger giebelständiger Fachwerkbau mit Satteldach, Erdgeschoss verschindelt, Obergeschoss mit Zierfachwerk, um 1700                                                | D-6-73-149-82 | weitere Bilder |
| Dorfstraße 26 (Standort)                                   | Katholische Filialkirche St. Ottilia | Nachgotischer Saalbau, eingezogener polygonaler Chor mit Spitzhelmdachreiter, bezeichnet „1602“; mit Ausstattung                                                             | D-6-73-149-16 | weitere Bilder |
| Dorfstraße 26 (Standort)                                   | Kirchhofmauer                        | | D-6-73-149-16 | weitere Bilder |
| Friedhofsweg 7 (Standort)                                  | Bauernwohnhaus                       | Giebelständig, zweigeschossig, massives Erdgeschoss, Obergeschoss mit Zierfachwerk (geschnitzte Eckständer Feuerböcke und Rautengitter), 17./18. Jahrhundert                 | D-6-73-149-21 | weitere Bilder |
| Friedhofsweg 13 (Standort)                                 | Friedhofskreuz                       | Steinkreuz auf hohem Sockel, 1869 von Nikolaus Weigand | D-6-73-149-17 | weitere Bilder |
| Hub; an der Straße zur Jungviehweide (Standort)            | Steinkreuz                           | 15./16. Jahrhundert | D-6-73-149-23 | BW             |
| Kreisstraße NES 13; an der Straße nach Weisbach (Standort) | Holzkreuz                            | 18. Jahrhundert, mit späterem Schutzdach in Dreipassform | D-6-73-149-22 | weitere Bilder |

### Sondernau
| Lage                                                                                   | Objekt                                  | Beschreibung | Akten-Nr.     | Bild           |
| -------------------------------------------------------------------------------------- | --------------------------------------- | --- | ------------- | -------------- |
| Fichtelstraße 2 (Standort)                                                             | Bauernwohnhaus einer Hofanlage          | Zweigeschossig, giebelständig, mit verputztem Fachwerkobergeschoss, um 1700 | D-6-73-149-78 | weitere Bilder |
| Fichtelstraße 2 ()                                                                     | Laufbrunnen                             | gusseiserne Brunnensäule, am rechteckigen steinernen Becken bez. 1889 | D-6-73-149-94 |                |
| Lindenstraße 1 (Standort)                                                              | Bildstock                               | Reliefs: der Gekreuzigte zwischen Weinlaubranken, rückseitig Beweinungsgruppe (Maria zwischen Engeln vor dem Leichnam Christi), seitlich Bartholomäus(?) und Katharina, am Sockel die Arma Christi, unter Steinmetzzeichen am Schaft bezeichnet „1619“ | D-6-73-149-26 | BW             |
| Lindenstraße 13 (Standort)                                                             | Katholische Filialkirche St. Pankratius | Chorturmkirche, Turm, im Kern mittelalterlich, mit Spitzhelm, Langhaus um 1600; mit Ausstattung um 1750 | D-6-73-149-24 | weitere Bilder |
| Lindenstraße 13, Bürgerhausstraße 5 (Standort)                                         | Teile der Kirchhofmauer                 | Im Kern vielleicht 16. Jahrhundert, wohl im 19. Jahrhundert mit neuer Mauerkrone versehen | D-6-73-149-24 | weitere Bilder |
| Lindenstraße 13; Bürgerhausstraße 5 (Standort)                                         | Kriegerdenkmal                          | Mit Replik des Thorvaldsenchristus | D-6-73-149-24 | weitere Bilder |
| Nähe Lindenstraße; von der Gabelung der Straße nach Wegfurt dorthinversetzt (Standort) | Bildstock                               | Mit Reliefs von Kreuzigungsgruppe und Pietà, seitlich St. Michael und ein heiliger Bischof, am Schaft die Arma Christi, von 1613 | D-6-73-149-28 | weitere Bilder |
| Ostergarten 1; an der Straßenabzweigung nach Unterelsbach (Standort)                   | Steinkreuz                              | Vor dem Kreuzstamm trauernde Maria, von 1859 | D-6-73-149-27 | weitere Bilder |

### Unterelsbach
| Lage                                                                 | Objekt                                      | Beschreibung | Akten-Nr.     | Bild           |
| -------------------------------------------------------------------- | ------------------------------------------- | --- | ------------- | -------------- |
| Am Dornberg (Standort)                                               | Bildstock                                   | Reliefs: Trinität und Immakulata, 18. Jahrhundert, Schaft erneuert | D-6-73-149-33 | weitere Bilder |
| Am Dornberg; am Weg zur Rhönhalle (Standort)                         | Holzkreuz                                   | Mit Corpus, 18. Jahrhundert | D-6-73-149-57 | weitere Bilder |
| Am Dornberg; Sonder ()                                               | Brücke über die Sonder                      | einjochige rundbogige Sandsteinbrücke mit vier gerundeten Pfeilern an den Anfängern und langen Rampen, 1. Hälfte 19. Jh. | D-6-73-149-97 |                |
| Brunnengasse; Hauptstraße (Standort)                                 | Wirtshausschild                             | Eisenkonstruktion mit Silhouette eines springenden Hirschs, 19. Jahrhundert | D-6-73-149-38 | weitere Bilder |
| Dornberg, Am Kasparsweg, Abzweigung Rührlöffelsweg (Standort)        | Bildstock                                   | Relief Brustbild Maria mit Jesuskind, darüber Engelskopf, 17. Jahrhundert | D-6-73-149-60 | weitere Bilder |
| Elsbach, verlängerte Elsstraße (Standort)                            | Bildstock                                   | Mit Relief, Brustbild St. Antonius in Nische mit Rocaillerahmung, 1860 | D-6-73-149-50 | weitere Bilder |
| Elsstraße 16, 18 (Standort)                                          | Wohnhaus                                    | Giebelständig, mit massivem Erdgeschoss und Fachwerkobergeschoss, Zierfachwerk, zweite Hälfte 17./erste Hälfte 18. Jahrhundert, Haustür zweite Hälfte 19. Jahrhundert | D-6-73-149-30 | weitere Bilder |
| Hart, an der Straße nach Bastheim, Abzweigung Judenstraße (Standort) | Holzkreuz                                   | Mit Corpus, 18. Jahrhundert | D-6-73-149-59 | weitere Bilder |
| Hart (Standort)                                                      | Bildstock                                   | Maria hilf, Relief mit Brustbild Mariens, rückwärtig Inschrift, seitlich die Heiligen Antonius und Rosa i. Fr., von 1889 | D-6-73-149-58 | weitere Bilder |
| Hauptstraße 12 (Standort)                                            | Bauernwohnhaus                              | Zweigeschossig, traufständig, Erdgeschoss massiv, Obergeschoss mit reichem Zierfachwerk, 18. Jahrhundert | D-6-73-149-34 | weitere Bilder |
| Hauptstraße 14 (Standort)                                            | Hausmadonna                                 | Gefasste Holzstatue, 18. Jahrhundert | D-6-73-149-35 | weitere Bilder |
| Hauptstraße 33, 35 (Standort)                                        | Doppelbauernhaus                            | Eckhaus mit Satteldachhaus und Fachwerkobergeschoss mit Mann-Figuren, 17./18. Jahrhundert | D-6-73-149-36 | weitere Bilder |
| Hauptstraße 38, 40 (Standort)                                        | Bauernwohnhaus                              | Zweigeschossig, giebelständig, mit massivem Erdgeschoss, Fachwerkobergeschoss und Satteldach, 18. Jahrhundert, rückwärtiger ehemaliger Stallteil im Erd- u. Obergeschoss versteinert                                                                                          | D-6-73-149-37 | weitere Bilder |
| Hauptstraße 41 (Standort)                                            | Hausfigur                                   | Gefasste Holzfigur, 18. Jahrhundert | D-6-73-149-39 | weitere Bilder |
| Hauptstraße 43 (Standort)                                            | Bauernwohnhaus                              | Zweigeschossig, giebelständig, Halbwalmdach, massives Erdgeschoss, Fachwerkobergeschoss, 1798 | D-6-73-149-40 | weitere Bilder |
| Hauptstraße 44 (Standort)                                            | Bauernwohnhaus                              | Eckhaus mit Satteldach, zweigeschossig, massives Erdgeschoss, Obergeschoss und Giebel mit reichem Zierfachwerk (geschnitzte Eckständer, Feuerböcke, Rautengitter), 18. Jahrhundert                                                                                            | D-6-73-149-41 | weitere Bilder |
| Hauptstraße 46 (Standort)                                            | Hofpforte mit Kreuzschlepper über Türsturz  | Bezeichnet „1782“ | D-6-73-149-43 | weitere Bilder |
| Hauptstraße 49 (Standort)                                            | Pietà                                       | Gefasste Holzskulptur, 17./18. Jahrhundert | D-6-73-149-44 | weitere Bilder |
| Hauptstraße 58 (Standort)                                            | Bauernwohnhaus                              | Giebelständiger stattlicher Fachwerkbau, zweigeschossig mit Satteldach, traufseitig im Hof steinerne zweiläufige Freitreppe, erste Hälfte 19. Jahrhundert | D-6-73-149-45 | weitere Bilder |
| Hauptstraße 60 (Standort)                                            | Pfarrhaus                                   | Spätklassizistisches zweigeschossiges Walmdachhaus mit verputztem Fachwerkobergeschoss, hofseits steinerne zweiläufige Freitreppe, Haustür mit Oberlicht, erste Hälfte 19. Jahrhundert                                                                                        | D-6-73-149-46 | weitere Bilder |
| Hauptstraße 64 (Standort)                                            | Katholische Pfarrkirche St. Simon und Judas | Ehemalige Chorturmkirche, heute Saalbau mit eingezogenem Westchor und Ostturm mit Spitzhelm, im 1615–17 nachgotisch erneuerten Turm ist das tonnengewölbte mittelalterliche Chorturmerdgeschoss erhalten, Langhaus mit Satteldach und Chor mit Walmdach 1810; mit Ausstattung | D-6-73-149-47 | weitere Bilder |
| Hauptstraße 62, 64 (Standort)                                        | Friedhofsmauer                              | | D-6-73-149-47 | weitere Bilder |
| Hauptstraße 64 (Standort)                                            | Grabstein mit Michaelsrelief                | Mitte 19. Jahrhundert | D-6-73-149-47 | BW             |
| Hauptstraße 64 (Standort)                                            | Friedhofskreuz                              | 1840 | D-6-73-149-47 | weitere Bilder |
| Hauptstraße 62 (Standort)                                            | Keller                                      | östlich und unterhalb des Turms, im Kern 17. Jahrhundert | D-6-73-149-47 | weitere Bilder |
| Hauptstraße 66 (Standort)                                            | Altes Schulhaus                             | Satteldachhaus, zweigeschossiger Putzbau über hohem Sockel, im Kern 1618, 1858 umgebaut | D-6-73-149-48 | weitere Bilder |
| Hauptstraße, vor Nr. 68 (Standort)                                   | Kreuz                                       | Holzkreuz mit gefasstem Kruzifixus und Verdachung mit Satteldach, 1861 | D-6-73-149-49 | weitere Bilder |
| Kapelle, Am Rainweg (Standort)                                       | Kapelle                                     | 19. Jahrhundert | D-6-73-149-51 | weitere Bilder |
| Langer Rain; am Herrenweg (Standort)                                 | Sebastiansrelief                            | Seitlich heiliger Bischof und eine weibliche Heilige, von 1873; ehemals an der Wegabzweigung Rainweg-Saichweg | D-6-73-149-54 | weitere Bilder |
| Mittelrain; auf der „Höhe“ (Standort)                                | Holzkreuz                                   | Mit Corpus, 18. Jahrhundert | D-6-73-149-55 | weitere Bilder |
| Nähe Oberer Viehweg; Herrenweg, Abzweigung Oberer Viehweg (Standort) | Marienbildstock                             | Marienrelief in Anlehnung an eine spätmittelalterliche schöne Madonna, seitlich Margarete und Johann Nepomuk, 1653 Schaft erneuert | D-6-73-149-56 | BW             |
| Schulstraße (Standort)                                               | Bildstock                                   | Qualitätvolle Arbeit mit Relief der Kreuzannagelung Christi, seitlich Simon und Judas Thaddäus, rückwärtig Maria, am quadratischen Schaft die Arma Christi, bezeichnet „1653“                                                                                                 | D-6-73-149-31 | weitere Bilder |

### Wegfurt
| Lage                        | Objekt      | Beschreibung                               | Akten-Nr.     | Bild |
| --------------------------- | ----------- | ------------------------------------------ | ------------- | ---- |
| Bundesstraße 279 (Standort) | Meilensäule | Sandstein, drittes Viertel 19. Jahrhundert | D-6-73-149-80 | BW   |

### Weisbach
| Lage                                                                               | Objekt                                   | Beschreibung | Akten-Nr.     | Bild           |
| ---------------------------------------------------------------------------------- | ---------------------------------------- | --- | ------------- | -------------- |
| Am Engelstein 1, 3 (Standort)                                                      | Doppelbauernhaus                         | Zweigeschossig auf hohem Sockel, Fachwerk verputzt, Freitreppe, um 1600 | D-6-73-149-77 | weitere Bilder |
| Am Engelstein 17 (Standort)                                                        | Wohnhaus                                 | Zweigeschossiger giebelständiger Bau mit massivem Erdgeschoss und Fachwerkobergeschoss, 18. Jahrhundert, über älterem Keller, bezeichnet „1686“                                                      | D-6-73-149-71 | weitere Bilder |
| Am Heiligen Floß 2 (Standort)                                                      | Bildstock                                | Reliefs der Taufe Christi und Maria als Himmelskönigin, Rocaillerahmung, bezeichnet „1776“ | D-6-73-149-63 | weitere Bilder |
| Am Hofstatt (Standort)                                                             | Bildstock                                | Reich mit barocken Voluten und vegetabilem Schmuck verziert, Hauptseite Marienkrönungsrelief, Rückseite Taufe Jesu, seitlich weibliche und männliche Assistenzfigur, 18. Jahrhundert                 | D-6-73-149-69 | weitere Bilder |
| Gries, an der Straße nach Wegfurt (Standort)                                       | Bildstock                                | Maria hilf, Brustbild der Maria, rückwärtig heiliger Wendelin, 1872 | D-6-73-149-76 | BW             |
| Mariengasse 6 (Standort)                                                           | Wohnhaus                                 | Zweigeschossig, giebelständig, massives Erdgeschoss, Obergeschoss mit Zierfachwerk (Feuerböcke), Satteldach mit Zwerchhaus, 18. Jahrhundert, Hausmadonna 20. Jahrhundert                             | D-6-73-149-65 | BW             |
| Mariengasse 7 (Standort)                                                           | Mondsichelmadonna                        | 18. Jahrhundert | D-6-73-149-64 | BW             |
| Nähe Kapellenstraße (Standort)                                                     | Friedhof                                 | Mit Friedhofskreuz, 1856 | D-6-73-149-62 | weitere Bilder |
| Nähe Kapellenstraße (Standort)                                                     | Friedhofsmauer                           | Mit Friedhofstor, 19. Jahrhundert | D-6-73-149-62 | weitere Bilder |
| Raiffeisengasse 2 (Standort)                                                       | Kellertürgewände                         | Bezeichnet „1595“ | D-6-73-149-67 | BW             |
| Raiffeisengasse 32 (Standort)                                                      | Wohnwirtschaftsgebäude                   | Giebelständig mit Fachwerkobergeschoss, reiches Zierfachwerk mit geschnitzten Eckständern und Feuerböcken, 17./18. Jahrhundert                                                                       | D-6-73-149-66 | BW             |
| Rhönbergstraße 59; Nähe Rhönbergstraße; Rhönbergstraße 57 (Standort)               | Katholische Pfarrkirche Petri Stuhlfeier | Spätmittelalterlicher ehemaliger Chorturm mit Spitzhelm, Langhaus modern mit Spolien aus Vorgängerbauten: spätgotische Fenster und zwei Renaissanceportale, eines bezeichnet „1605“; mit Ausstattung | D-6-73-149-61 | weitere Bilder |
| Rhönbergstraße 59; Nähe Rhönbergstraße; Rhönbergstraße 57 (Standort)               | Kirchhoftor                              | Großer Rundbogen mit Wappenstein, bezeichnet „1613“, und Fragmente der Kirchhofmauer | D-6-73-149-61 | weitere Bilder |
| Rhönbergstraße 63 (Standort)                                                       | Wohnhaus                                 | Giebelständiger zweigeschossiger Fachwerkbau mit Mann-Figuren, 17./18. Jahrhundert | D-6-73-149-73 | weitere Bilder |
| Rhönbergstraße 65 (Standort)                                                       | Bauernwohnhaus                           | Zweigeschossig, giebelständig, Erdgeschoss massiv, Obergeschoss mit Zierfachwerk (Feuerböcke, Stockschwellenfriese), 17./18. Jahrhundert                                                             | D-6-73-149-74 | weitere Bilder |
| Rhönbergstraße 67 (Standort)                                                       | Bauernwohnhaus                           | Giebelständig, zweigeschossig, massives Erdgeschoss, Obergeschoss und Giebel mit Zierfachwerk (Feuerböcke), 1697                                                                                     | D-6-73-149-75 | weitere Bilder |
| Untere Torstraße (Standort)                                                        | Steinkreuz                               | 1861 | D-6-73-149-68 | weitere Bilder |
| Zickzack (westlich oberhalb des Ortes an einem Wegkreuz auf der Zickzackkuppel) () | Bildstock                                | wenig plastische Steinreliefs Vesperbild und Heiligenfigur, mit Rankenornament, bez. 1721 | D-6-73-149-81 |                |

## Ehemalige Baudenkmäler
In diesem Abschnitt sind Objekte aufgeführt, die früher einmal in der Denkmalliste eingetragen waren, jetzt aber nicht mehr. Objekte, die in anderem Zusammenhang – also z. B. als Teil eines Baudenkmals – weiter eingetragen sind, sollen hier nicht aufgeführt werden. Aktennummern in diesem Abschnitt sind ehemalige, jetzt nicht mehr gültige Aktennummern.

| Lage | Objekt                    | Beschreibung | Akten-Nr.     | Bild           |
| --- | ------------------------- | --- | ------------- | -------------- |
| Oberelsbach Am Heppberg (Standort)                                                                                   | Moderner Bildstock        | Sockel und Säule aus Holz 17. Jahrhundert | D-6-73-149-9  | BW             |
| Oberelsbach Marktstraße 31 (Standort)                                                                                | Eisenrelief               | Maria Immaculata in Rocaillerahmung, bezeichnet „1779“ | D-6-73-149-2  | weitere Bilder |
| Sondernau Lindenstraße 13; Bürgerhausstraße 5 (Standort)                                                             | Friedhofskreuz            | 19. Jahrhundert | D-6-73-149-24 | weitere Bilder |
| Sondernau Lindenstraße 20 (Standort)                                                                                 | Bauernwohnhaus            | Zweigeschossiger Fachwerkbau mit Satteldach, reiches Zierfachwerk (geschnitzte Eckständer mit Masken, Feuerböcke, Rautengitter, Rosetten und Halbrosetten), zweite Hälfte 17. Jahrhundert/erste Hälfte 18. Jahrhundert | D-6-73-149-25 | weitere Bilder |
| Unterelsbach Brunnengasse 14 (Standort)                                                                              | Inschrifttafel            | Von 1800 | D-6-73-149-29 | BW             |
| Unterelsbach Hauptstraße 45 (Standort)                                                                               | Hausfigur                 | 18. Jahrhundert | D-6-73-149-42 | BW             |
| Unterelsbach Elsbach, außerhalb des Ortes in der Verlängerung der Elsstraße, hinter dem Antoniusbildstock (Standort) | Holzkreuz mit Holz-Corpus | 18./19. Jahrhundert, Verdachung mit rautenförmiger Rückwand neu | D-6-73-149-32 | BW             |
| Unterelsbach Kapelle, Am Rainweg, neben der Kapelle (Standort)                                                       | Holzkreuz                 | Auf Steinsockel, 19. Jahrhundert | D-6-73-149-52 | weitere Bilder |
| Unterelsbach Langer Rain; Am Rainweg (Standort)                                                                      | Bildstock                 | Vesperbild, seitlich St. Wendelin und St. Antonius, 17. Jahrhundert | D-6-73-149-53 | weitere Bilder |
| Weisbach Rhönbergstraße 3 (Standort)                                                                                 | Hausfigur                 | Farbig gefasstes Relief mit über einer Monstranz thronender Pieta unter Gottvater und Heiliggeisttaube, zwei männliche Heilige als Assistenzfiguren, 18. Jahrhundert                                                   | D-6-73-149-70 | BW             |
| Weisbach Rhönbergstraße 61 (Standort)                                                                                | Hausmadonna               | Gefasste Immaculata, 18. Jahrhundert | D-6-73-149-72 | BW             |